# Wild in the Country (película)
Wild in the Country (Lit. "Un salvaje en el campo") también conocida como "Corazón rebelde"  y "El indómito"  es una película del género western y drama de 1961 dirigida por Philip Dunne y protagonizada por Elvis Presley, Hope Lange, Tuesday Weld.y gran elenco. El guion de la película, escrito por Clifford Odets está basado en la novela "El país perdido" de JR Salamanca. El film trata sobre un joven con problemas de conducta dentro de una familia disfuncional, que se siente inspirado a iniciar una carrera literaria. Este sería uno de los últimos papeles dramáticos que Elvis haría para el sétimo arte durante varios años, y el hecho de que Wild in the Country no fue un éxito de taquilla, encasilló a Elvis en futuras películas de comedias musicales, que si bien no eran de su agrado, le reportaban ganancias millonarias.

## Argumento
Glenn Tyler ( Elvis Presley ), un joven inmaduro de 25 años, se pelea con su hermano borracho y lo hiere gravemente. Un tribunal lo pone en libertad condicional al cuidado de su tío en un pequeño pueblo, designando a Irene Sperry (Hope Lange) para que le brinde terapia psicológica. El joven es señalado  como un alborotador, resultando falsamente sospechoso de varios delitos menores, incluyendo una aventura con Irene. Finalmente, al demostrar su inocencia, se marcha para ir a la universidad y convertirse en escritor vocación por la cual demuestra sentir afinidad a lo largo de la trama.

## Protagonistas
- Sello postal de Elvis Presley con fotos de "Estrella de Fuego" (Der. centro), "Wild in the Country" (Abajo iz.) y "Charro!" (Centro abajo)Elvis Presley como Glenn Tyler
- Hope Lange como Irene Sperry

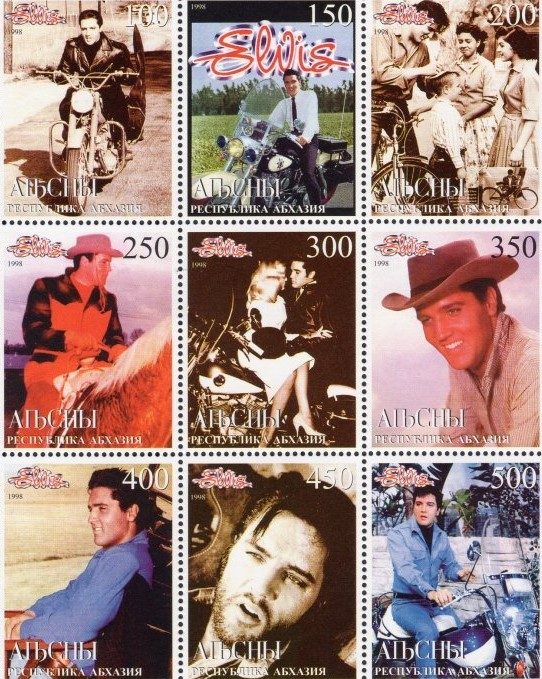
Sello postal de Elvis Presley con fotos de "Estrella de Fuego" (Der. centro), "Wild in the Country" (Abajo iz.) y "Charro!" (Centro abajo)

- Tuesday Weld como la Sra. Noreen Martin
- Millie Perkins como Betty Lee Parsons
- Rafer Johnson como Davis
- John Ireland como Phil Macy
- Gary Lockwood como Cliff Macy
- William Mims como el tío Rolfe Braxton
- Raymond Greenleaf como el Dr. Underwood
- Christina Crawford como Monica George
- Jack Orrison como el Dr. Creston (sin acreditar)
- Pat Buttram como el Sr. Longstreet, el mecánico (sin acreditar)
- Jason Robards Sr. como el juez Tom Parker (sin acreditar)
- Red West como hermano de Glenn (sin acreditar)
- Michael Intlekofer como el hijo pequeño de Noreen (sin acreditar)

## Trivialidades
Este fue el último papel protagónico dramático de Elvis hasta Charro!, ya que su siguiente película, Blue Hawaii, fue su primera comedia musical de gran presupuesto y un éxito de taquilla. Todas sus películas posteriores fueron principalmente comedias musicales de fórmula, bastante lucrativas, pero nunca le dieron la oportunidad de desarrollar su potencial como actor serio, que se hizo evidente en Wild in the Country. Con la futura comedia musical de fórmula en ciernes, el destino de Presley como actor de películas de serie B estaba sellado.
A diferencia de sus películas anteriores y muchas de las que vendrían después, Wild in the Country fue uno de los pocos films de Presley del que no editarían un álbum con la banda sonora.
Elvis regresó a los estudios Fox tras el comienzo de la edición para rodar nuevamente el final de la película. Por su papel Elvis recibiría unos US$ 300.000 y no asistió al estreno del film.
El productor Jerry Wald le propuso a Philip Dunne hacer la película cuando rodaban juntos "En el amor y la guerra" . Wald siempre tuvo la intención de que Elvis Presley fuera el protagonista y, en un principio, quería que Simone Signoret apareciera junto a él.
Elvis grabó para la película las canciones Lonely Man y Forget Me Never, pero estas no fueron finalmente usadas.
Dunne recordó: «Para sus escenas de amor con Hope Lange, Elvis no conseguía el tempo adecuado, así que le hice escuchar el Quinto Concierto de Brandeburgo de Bach . Presley escuchó atentamente y luego dijo: «¡Oye, tío, ahora lo entiendo!». Y se besó muy despacio, en una sola toma.

## Locaciones

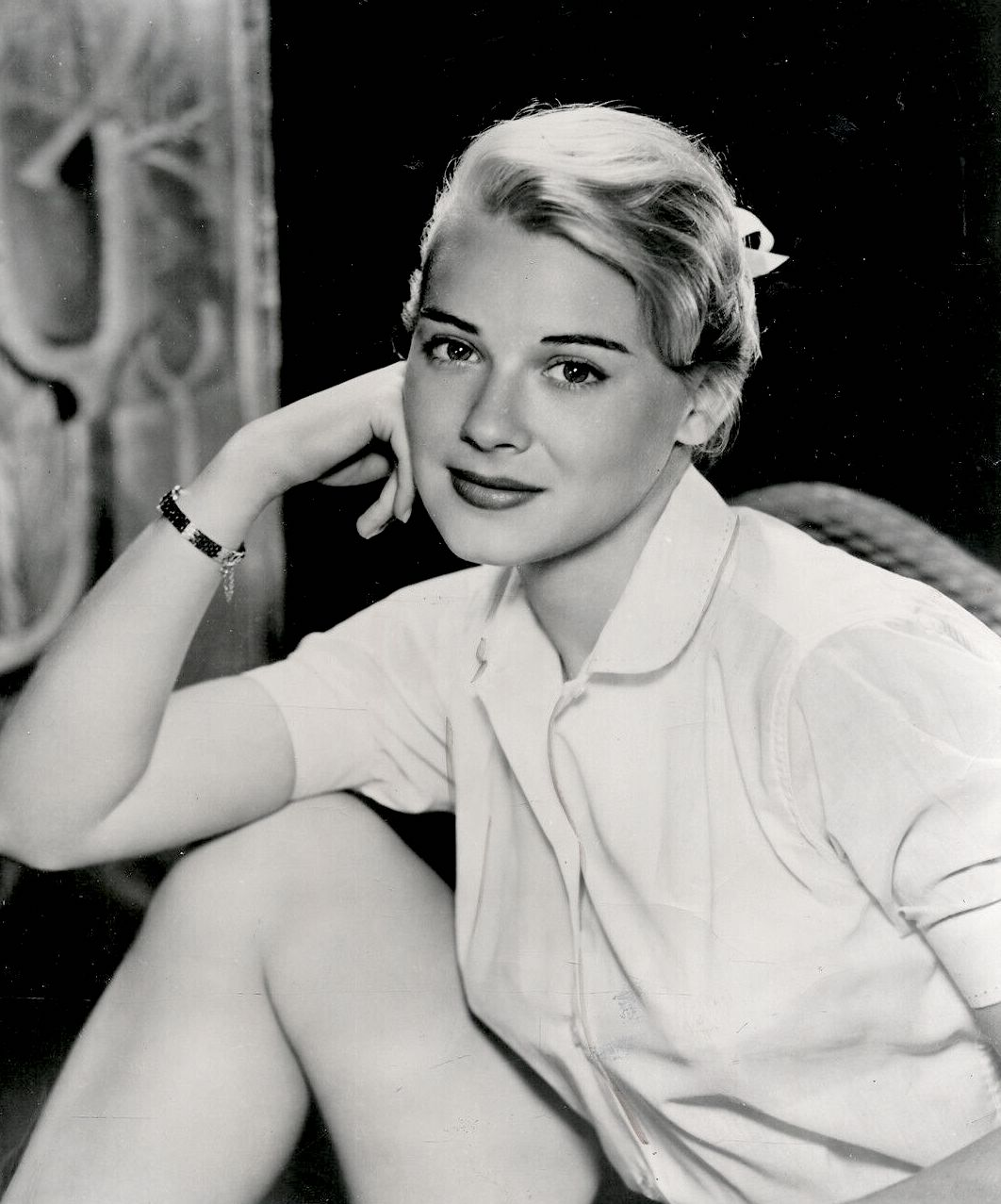
La actriz Hope Lange

Wild in the Country comenzó a filmarse en noviembre de 1960. Fue la última película que se filmó en la mansión colonial que había estado en el estudio desde 1934; esta fue demolida y vendida después de terminar el rodaje.
La película también se rodó en el Valle de Napa y en los Estudios Hollywood, aunque está ambientada en el Valle de Shenandoah . El reparto y el equipo causaron sensación en Napa durante más de dos meses de rodaje. 
El motel donde se alojó gran parte del reparto, Casa Beliveau (rebautizado como Wine Valley Lodge, ahora una residencia de apoyo para personas sin hogar), estaba tan abarrotado que Elvis tuvo que ser trasladado a la casa de Santa Helena que se utilizaba en la película como casa de Irene Sperry, donde Glenn Tyler acudía a terapia. Actualmente es una posada de primera categoría en el Valle de Napa y conocida como The Ink House, la habitación donde Presley se alojó durante más de dos meses todavía se puede alquilar.
Hay otras locaciones del Valle de Napa que aparecen en la película. La escena inicial se filmó a lo largo de tramos del río Napa . Este tramo del río se encuentra en lo que hoy es la Bodega Casa Nuestra, entre Calistoga y Santa Helena. 
La calle principal del centro de Calistoga fue el pueblo natal del tío y el primo de Glenn Tyler. Otras locaciones de rodaje en el Valle de Napa incluyen el Sendero Silverado entre Calistoga y Santa Helena, el Cine Cameo (entonces The Roxy), un antiguo cine aún en funcionamiento en el centro de Santa Helena donde se filmaron las escenas de baile con Elvis y Tuesday Weld, y las colinas y tierras de cultivo detrás de lo que hoy es la Bodega Whitehall Lane, justo al norte de la ciudad de Rutherford.

## Banda sonora

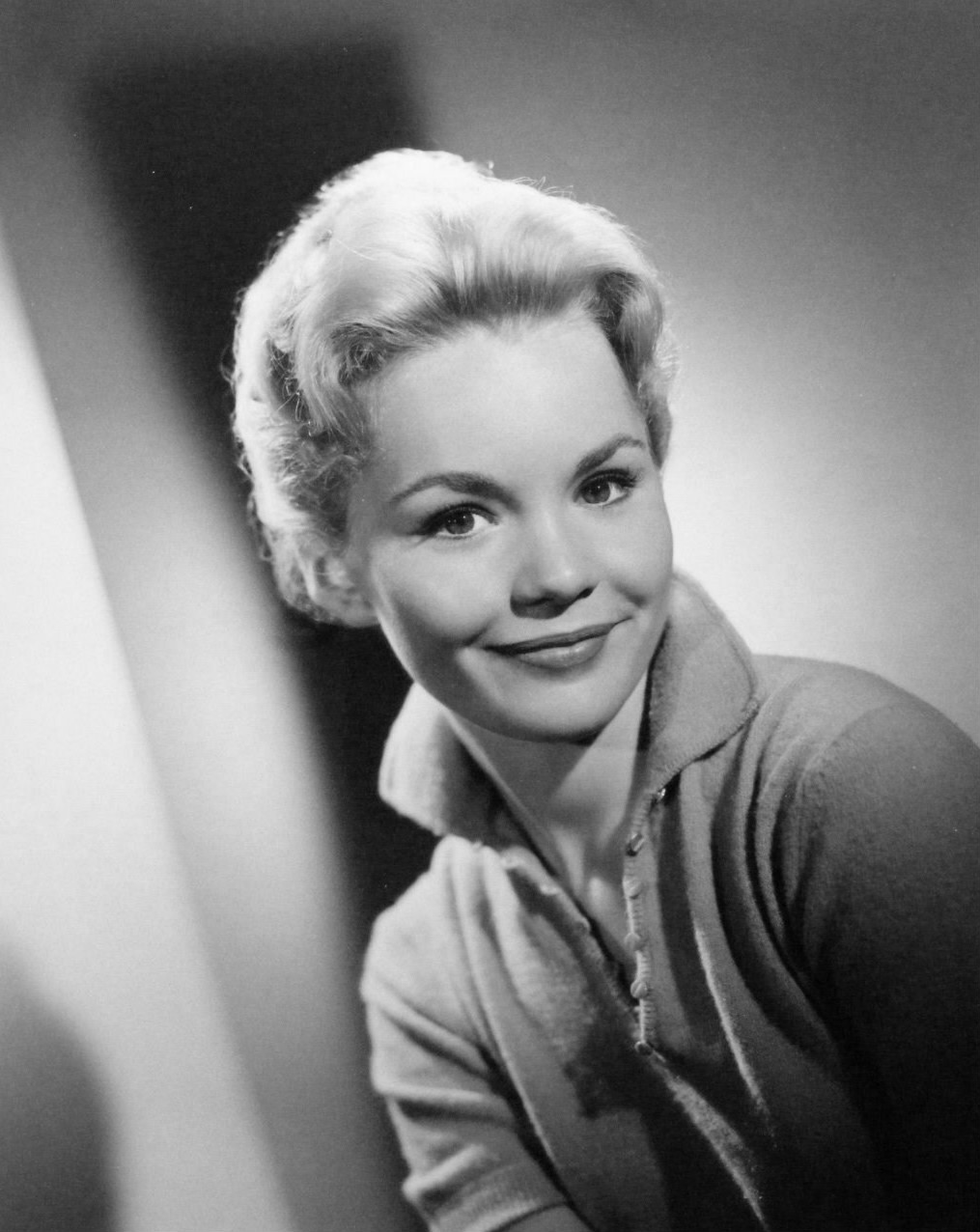
La actriz Tuesday Weld

Las sesiones de grabación tuvieron lugar los días 7 y 8 de noviembre de 1960 en los estudios Radio Recorders  de Hollywood, California , bajo la supervisión del productor Urban Thielmann.  Se grabaron cinco canciones para la película, excluyendo "Lonely Man" y "Forget Me Never".
Dado que Wild in the Country presentaba a Presley como actor en lugar de como estrella musical, RCA decidió no lanzar ni un álbum de larga duración ni un EP como banda sonora para una película de Presley. El Coronel prometió a 20th Century Fox ayudar con la promoción lanzando algunas canciones en sencillos.
A pesar de haber sido eliminada de la película, "Lonely Man" fue la primera canción de la banda sonora en publicarse, apareciendo el 7 de febrero de 1961 como número de catálogo 47-7850b, sienda la cara B del exitoso sencillo de Presley , " Surrender ". La canción principal de la película, " Wild in the Country " (incluida en la película), fue lanzada en el siguiente sencillo, catálogo 47-7880b el 2 de mayo de 1961, como el lado B del exitoso " I Feel So Bad ".  Ambos lados B llegaron al Billboard Hot 100 independientemente de sus lados A, "Lonely Man" alcanzó el puesto # 32 y "Wild in the Country" el # 26.
Las canciones "In My Way" (incluida en la película) y "Forget Me Never" se incorporarían en el álbum recopilatorio de aniversario del inicio del contrato de Presley con la RCA en 1965 Elvis for Everyone , mientras que "I Slipped, I Stumbled, I Fell" (incluida en la película) apareció en el álbum de 1961 Something for Everybody.

### Lista de canciones
1. " Wild in the Country " ( George Weiss , Hugo Peretti , Luigi Creatore )
2. "I Slipped, I Stumbled, I Fell" ( Ben Weisman , Fred Wise )
3. "In My Way" (Ben Weisman, Fred Wise)
4. "Husky Dusky Day" (dúo a capela con Hope Lange ) (fecha y lugar de grabación desconocidos)

### Personal
- Elvis Presley – voz y guitarra acústica rítmica
- The Jordanaires – coros
- Scotty Moore – guitarras eléctricas
- Tiny Timbrell – guitarras acústicas
- Jimmie Haskell – acordeón
- Dudley Brooks – piano
- Meyer Rubin – contrabajo
- DJ Fontana – batería

## Recepción y críticas
Wild in the Country fue la única película de Presley que perdió dinero durante su primer estreno y las críticas rondaron en una medianía pudiendo variar a lo largo de los años y acorde a la crítica especializada. Los sitios web Rotten Tomatoes y Filmaffinity calificaron la película con un  50%. Por su parte, el sitio web IMDb fue más allá y elevó la calificación a 6.3 de 10. 
Phil Dunne escribió más tarde que la película "cayó entre dos aguas. El público al que le habría gustado un drama de Clifford Odets no compraría a Elvis y sus canciones; los fans de Elvis se sintieron decepcionados con una película de Presley que se apartaba tan radicalmente de su fórmula habitual de comedia sexual y canciones. En ambos casos, su excelente actuación fue trágicamente desperdiciada".
Charles Stinson, del Los Angeles Times, calificó la película como un "melodrama bastante aceptable", y atribuyó el mérito a un "guion ingenioso y sin pretensiones de Clifford Odets, quien la adaptó de una novela de JR Salamanca. Pero también hay que reconocerle el mérito al joven Sr. Presley, quien, con cada película, sigue mejorando como intérprete. 'Wild in the Country' no se llevará ningún premio, pero resultó ser mucho mejor de lo que este crítico esperaba".
Priscilla Presley en su libro "Elvis y yo" coincidiendo con el análisis de Charles Stinson, del Los Angeles Times, comentaba que el hecho de que películas como Estrella de Fuego y Wild in the Country resultasen un fracaso comercial, se debía precisamente a que los aficionados de Elvis deseaban verlo en comedias musicales. A su vez Presley se quejaba de los argumentos trillados y los guiones apresurados de esas comedias y pretendía realizar papeles más serios, pero el mánager de Presley, el llamado "coronel" Tom Parker le recordaba permanentemente que eran esa clase de comedias las que lo hacían ganar millones de dólares.